# Ketrin Blodžet
Ketrin Blodžet (engl. Katharine Burr Blodgett; 1898 – 1979) bila je izumiteljka gas maske i nereflektujućeg “providnog” stakla.
Bila je prva žena koja je stekla titulu doktorke fizike na Univerzitetu Kembridž. Nekoliko meseci pre njenog rođenja, oca joj ubijaju provalnici, a majka se zajedno sa njom preseljava na kratko u Njujork, a zatim u Pariz. 
Još kao učenica pokazuje izuzetan dar, posebno za matematiku. Srednju školu završava sa nepunih 15 godina, sa 19 godina stiče diplomu fizičara, a sa 20 nosila je titulu magistra fizike. Godine 1926, u svojoj 28. godini, postaje doktorka nauka. 
Njen izum, gas maska, korišćen je masovno prvi put u Drugom svetskom ratu i do današnjeg dana spasao je više miliona ljudskih života. 
Naučnu slavu, stekla je izumom nereflektujućeg stakla, odnosno izumom tankog filma koji je danas sastavni deo svakog vetrobranskog stakla na automobilu, fotografskog objektiva, rama za fotografiju, teleskopa, periskopa.
Njen metod merenja tankog filma i danas se koristi u nauci i industriji. 
Ketrin Blodžet je bila izuzetno svestrana i aktivna. Bavila se amaterski glumom, astronomijom, pisanjem poezije, baštovanstvom, a bila je aktivna i u nekoliko humanitarnih organizacija.